# クローネ (芸能事務所)
株式会社クローネ（独: Krone）は、東京都港区に拠点を置く芸能プロダクション。

## 概要
2011年に設立された芸能プロダクションで、主にAV女優のマネジメントを手掛けている。
Japan production guild（日本プロダクション協会）加盟プロダクション。

## 主な所属モデル
- 天馬ゆい
- 田中ねね
- 初音みのり
- 結城のの
- 白城リサ
- 日野りこ
- 東城ゆい
- 矢野沙衣
- 堀内美香
- 花宮レイ
- 野々宮蘭
- 丸山れおな

### 過去の所属者
- 清水理紗
- 山下明子
- 前田朋子
- 高嶋加奈
- 梅宮桜子
- 有本紗世
- 辻井ゆう
- 小西まりえ
- 須藤早紀
- 吉口里奈
- 林みづき
- 冴木エリカ
- 翼みさき
- 橋本麻衣子
- 川上あき
- 宇野ゆかり
- 三上里穂
- 吉永あかね
- 佐々木ニーナ
- 青木真奈美
- 麻生知香
- 矢野友美
- 小澤はる
- 小橋さつき
- 三浦ひな
- 高松かほ
- 白井まい
- 中里美穂
- 横田まゆ
- 中川綾香
- 大澤愛美
- 後藤美緒
- 長谷川早紀
- 三宅彩奈
- 園崎あかり
- 向井ひなた
- 沢田陽菜
- 佐伯彩花
- 坂口まほ
- 若槻玲
- 中川絢音
- 児島友美
- 藤井あいり
- 樹カンナ
- 新井若菜
- 秋本優花
- 藤沢亜美
- 古谷美穂
- 北村玲奈
- 徳永れい
- 立花まゆ
- 高梨楓
- 愛川はる
- 石原恵麻
- 河北はるな
- 鈴森るな
- 長沢真美
- 宮沢ゆかり
- 村上まお
- 守屋かな
- 桃香ことね
- 白金れい奈
- 滝本エレナ
- 谷口まこ
- 西内るな
- 山川ゆな
- 吉澤りょうこ
- 若槻美香
- 美月まい
- 柳川まこ
- 早川真白
- 奥村美和
- 白百合ましろ
- 成沢めい
- 夢乃美咲
- 黒田あゆか
- 加藤静香
- 夏目月菜
- 臼井美沙
- 若井あやね
- 成田咲歩
- 優姫りか
- 桃井れお
- 河北恵美
- 藤宮ふうか
- 神田ひなこ
- 仙川そのか
- 大原えりか
- 柊かれん
- 葉山小夜子
- 荻村せな
- 持月まりあ
- 宮野茜
- 成田咲歩
- 市澤麻理
- 夏木なるみ
- 東希美
- 新川愛七
- 渡辺まお
- 青峰いろは
- 夏希まろん
- 大橋紗奈
- 瑞希かりん
- 葉月もえ
- 江本あやみ
- 須永百々
- 安西夏海
- 矢野アリサ
- 今井ゆうひ
- 香椎ひなの
- 橋本ちなつ
- 仲間明日香
- 蒼咲れん
- 有村えりか
- 手島くるみ
- 松原玲奈
- 南みずき
- 横宮七海

## 事件
2017年2月、路上でスカウトした女性をAVプロダクションに紹介したとしてスカウト集団のメンバーなどを大阪府警が書類送検。また、この女性を制作会社に派遣したとして「クローネ」の社長（当時）らも書類送検された。不起訴。